# Stelczer Lajos
Stelczer Lajos (Pozsony, 1890. június 19. - Budapest, 1967. szeptember 10.) író, lapszerkesztő.

## Élete
Pozsonyban érettségizett, majd a budapesti egyetemen Eötvös-kollégistaként magyar–német szakos tanári képesítést szerzett. 
A csehszlovák államfordulat után a csehszlovákiai magyar ellenzéki pártok sajtójánál dolgozott, s főként a kisebbségi iskolaügy problémáival foglalkozott. Felelős szerkesztője volt a Pozsonyban 1936-1938 között megjelent Szülőföldünk című honismereti lapnak. 
A szlovák állam idején a Szlovenszkói Magyar Párt funkcionáriusa volt, s forrásértékű tanulmányt írt a magyar iskolákról. 1945-ben Budapestre menekült, ahol aktívan részt vett a magyarok szlovákiai jogfosztását sérelmező akciókban, illetve a menekült és kitoloncolt magyarok jogi és szociális segítésében.
Fiai Stelczer Endre (1923-1945) tragikusan elhunyt költő és Stelczer Elemér (1925-2008) az Esterházy János Emlékbizottság első elnöke.

## Művei
- 1942 A szlovákiai magyar iskolaügy.